# Кулі над Бродвеєм
«Кулі над Бродвеєм» (фр. Bullets Over Broadway) ― американська чорна кінокомедія 1994 року режисера Вуді Аллена.

## Сюжет
Дія фільму відбувається у Нью-Йорку 1920-х років. У центрі уваги — драматург-початківець Девід Шейн (Джон К'юсак), який переживає труднощі та хоче поставити ссвою п'єсу, але його агент робить божевільний крок — він просить грошей у гангстера Ніка Валенті (Джо Вітереллі). Той погоджується за умови, що роль безталанної дівчина в п'єсі зіграє його коханка Олів Ніл (Джнніфер Тіллі), яка не має таланту. Її охороняє охоронець Чіч" (Чез Палмінтері), який поступово втручається в хід подій, рятуючи виставу.

## Ролі виконують
- Джон К'юсак — Девід Шейн
- Джек Ворден[en] — Джуліан Маркс
- Чез Палмінтері — Чіч"
- Джо Вітереллі[en] — Нік Валенті
- Джнніфер Тіллі — Олів Ніл
- Роб Райнер — Шелдон Флендер
- Стейсі Нелкін[en] — Ріта
- Мері-Луїз Паркер — Елен
- Даян Віст — Гелен Сінклер
- Гарві Фірштейн — Сід Лоуміс
- Іді Фалко — Лорна
- Джим Бродбент — Ворнер Персел
- Дебі Мейзар — Ві
- Тоні Сіріко — Роко

## Нагороди
- 1995 Премія «Оскар» Академії кінематографічних мистецтв і наук (США):
  - Премія «Оскар» за найкращу жіночу роль другого плану — Даян Віст

- 1995 Нагороди американської комедії[en]:
  - найкумедніша акторка другого плану у фільмі[en] — Даян Віст

- 1995 Премія Британська комедійна премія[en]:
  - за найкращий комедійний фільм

- 1995 Премія Асоціації кінокритиків Чикаго:
  - за найкращу жіночу роль другого плану[en] — Даян Віст

- 1995 Премія Асоціації кінокритиків Даллас-Форт-Ворта[en]:
  - за найкращу жіночу роль другого плану[en] — Даян Віст

- 1995 Премія «Золотий глобус» Голлівудської асоціації іноземної преси:
  - Премія «Золотий глобус» за найкращу жіночу роль — комедія або мюзикл — Даян Віст

- 1995 Премія «Незалежний дух»
  - Найкраща жіноча роль другого плану — Даян Віст
  - за найкращу чоловічу роль другого плану[en] — Чез Палмінтері

- 1995 Нагорода Товариства кінокритиків Канзас-Сіті[de] (США):
  - найкращій акторці в допоміжній ролі[en] — Даян Віст

- 1995 Премія Асоціації кінокритиків Лос-Анджелеса:
  - найкращій акторці другого плану[en] — Даян Віст

- 1995 Премія Національної ради кінокритиків США:
  - найкращі десять фільмів[en], номер 4

- 1995 Премія Національної спілки кінокритиків США:
  - за найкращу жіночу роль другого плану[en] — Даян Віст

- 1994 Премія Товариства кінокритиків Нью-Йорка:
  - найкращій акторці другого плану[en] — Даян Віст

- 1995 Премія Гільдії кіноакторів:
  - за найкращу жіночу роль другого плану — Даян Віст

- 1994 Премія Техаського товариства кінокритиків[en]:
  - найкраща акторка другого плану — Даян Віст

- 1996 Нагорода Хрест Святого Юрія женералітату Каталонії:
  - найкращий іноземний актор (ісп. Mejor Actor Extranjero) — Чез Палмінтері

- 1995 Премія Товариства незалежних фільмів Хлотрудіса[en]:
  - Найкраща жіноча роль другого плану — Даян Віст